# Egerszeg–Letenyei-dombság
Az Egerszeg–Letenyei-dombság a Zalai-dombság egyik kistája Zala vármegye területén. A 645 km²-es területű kistáj a Mura síkja és az Alsó-Válicka völgye között húzódó, északnyugat–délkeleti tengelyű Letenyei-dombságot, és az ahhoz szerkezetileg csatlakozó, északi irányban hosszan elnyúló, a Zala, a Felső-Válicka és a Principális-csatorna völgyeitől közrezárt hátságokat foglalja magába. Nyugatról a Kerka-vidék és a Göcsej dombsági tájai, északról a Felső-Zala-völgy, keletről a Principális-völgy, délről pedig a Mura bal parti sík határolja.
A Hajdú-Moharos József nevéhez kötődő tájfelosztás Közép-Zalai-dombság néven hozza ezt a tájegységet, ami félreértésekhez vezethet, hiszen az akadémiai hátterű Magyarország kistájainak katasztere a Göcsej alternatív megnevezéseként adja meg a Közép-Zalai-dombságot.

## Földtan és domborzat
A kistáj déli részén húzódik a Balaton-vonal néven ismert tektonikai törésvonal. Ettől északra a medencealjzat földtani felépítése megegyezik a keletre elterülő Zalaapáti-hátéval, amelytől a Principális-csatorna választja el. Itt az alaphegységet triász és kréta időszaki karbonátos kőzetek, valamint devon és szilur korabeli metamorfitösszletek építik fel. A Balaton-vonal sávjában eocén kori magmás kőzetekből, attól délre pedig újpaleozoikumi és mezozoikumi összletekből áll az aljzat. A jégkorszaki felszínalakító folyamatok révén az alapkőzetekre vályog, helyenként homok rakódott. A Letenyei-dombság (Bázakerettye, Lispeszentadorján) a 20. században a magyarországi szénhidrogén-kitermelés egyik kiemelt helyszíne volt.
Az Egerszeg–Letenyei-dombság szerkezetileg összetartozó, de kettős osztatú dombsági-hátsági terület. A kistáj déli-délnyugati részén, az Alsó-Válicka völgye és a Mura síkja között húzódik a Letenyei-dombság északnyugat–délkeleti irányú tömbje. A pleisztocén korai szakaszában felboltozódott dombságot az észak–déli irányú völgyek között magasra kiemelkedő, aszimmetrikus dombhátak jellemzik. A Zalai-dombságban itt tapasztalhatóak a legnagyobb szintkülönbségek, a Letenyei-dombság átlagos relatív reliefe 85 m/km². A dombsághoz északkeletről csatlakozik két lapos tetejű, a Felső-Válicka és a Principális-csatorna meridionális völgyei által közbezárt, észak–déli irányban elnyúló hátság, a déli Söjtöri-hát és az északi Zalaszentmihályi-hát. Mélyen ülő völgyekkel és deráziós fülkékkel erősen tagolt vidék, átlagos relatív reliefe 58 m/km². A völgyközi hátak erősen erodáltak, s északi irányban lejtősödnek, de a Söjtöri-hát keleti – a Balaton-vonallal egybeeső – sávja is erősen megsüllyedt. Ez a sáv helyenként homokkal fedett, Homokkomárom térségében futóhomokdombok is találhatóak. Az Egerszeg–Letenyei-dombság legalacsonyabb pontja északon, a Zala-völgy közelségében található (134 m), a kistáj és egyben Zala vármegye legmagasabb pontja az Isten dombja (343 m).
Az északi hátságok vizét a Felső-Válicka és a Szévíz-patak csapolja le a Zalába, míg a Letenyei-dombság vízfeleslege a kistáj határain kívül folyó Alsó-Válickába és Kerkába távozik, így a Mura, illetve a Dráva vízgyűjtő területéhez tartozik. Két kis állóvize közül a Becsehelyi-halastó (10 ha) a jelentősebb kiterjedésű. A táj rétegvizei között említendő a Pusztaszentlászlón feltárt 60 °C-os termálvíz.

## Éghajlat
Mérsékelten hűvös kistáj, az átlagos évi hőmérséklet 9,4–9,8 °C között alakul, területi különbségekkel a hűvösebb északi és enyhébb déli vidékek között. A vegetációs időszak átlaghőmérséklete északon 15,8 °C, délen 16,2 °C. Az évenkénti napsütéses órák száma 1920–1960 között mozog. A csapadékmennyiség éves átlaga 700–750 mm közötti, ezzel mérsékelten nedves kistájaink közé tartozik, de a nedves zóna határán fekvő délnyugati Letenyei-dombságban elérheti a 770 mm-t is. Uralkodó szélirány nincs, az északi és déli szél gyakorisága kiegyenlített.

## Talaj és növényzet
A Letenyei-dombság uralkodó talajtípusa a pszeudoglejes barna erdőtalaj (a kistáj területének 42%-án), a hátságok jelentős részét agyagbemosódásos barna erdőtalajok borítják (45%). A Zalaszentmihályi-hát északi részén foltokban barnaföldek (1%) szolgáltatják a talajtakarót, az erősen erodált dombhátakon pedig gyakori a köves és földes kopárok előfordulása (3%). A folyóvizek völgytalpait lecsapolt síkláptalajok (5%), lápos réti talajok (3%) és réti talajok borítják.
Az Egerszeg–Letenyei-dombság egésze potenciális erdőterület, természetes erdőtársulásai a szubmediterrán bükkösök, illetve a völgyhajlatokban gyertyános-kocsánytalantölgyesek és égerligetek. A táj erdősültsége napjainkban is jelentős, s a zártkerti övezetek kivételével özönfajok sem szorítják ki az őshonos társulásokat. Az elhagyott kaszálórétek visszaerdősültek vagy magaskórósok vették át a helyüket. A kistáj flórájában a szubmediterrán (zalai bükköny, tarka lednek, pirítógyökér) és nyugat-dunántúli (erdei ciklámen, erdei galaj, magyar varfű) társulásalkotó elemek egyaránt érvényesülnek.
| Területhasznosítás | Terület     | Területarány |
| ------------------ | ----------- | ------------ |
| Lakott terület     | 2 241,5 ha  | 3,5%         |
| Szántó             | 21 611,0 ha | 33,5%        |
| Kert               | 3 598,5 ha  | 5,6%         |
| Szőlő              | 1 159,6 ha  | 1,8%         |
| Rét, legelő        | 6 314,7 ha  | 9,8%         |
| Erdő               | 28 113,0 ha | 43,6%        |
| Vízfelszín         | 1 463,4 ha  | 2,3%         |

## Népesség
Az Egerszeg–Letenyei-dombság lakossága 26 488 fő (2001), népsűrűsége alig harmada az országos átlagnak (41,1 fő/km²). Városi jogállású települése nincs, a Zalaegerszeghez tartozó Csácsbozsok (3218 fő, 2001) lakói képviselik a „városi népesség”-et. A kistáj északi része Zalaegerszeg, délkeleti vidéke Nagykanizsa, délnyugati területe pedig Letenye vonzáskörzetéhez tartozik; mindhárom város a dombvidék közvetlen közelében fekszik. Viszonylag sűrűn települt kistáj, a települések nagy hányada kis- és aprófalu. Legnagyobb népességszámú települése Becsehely (2280 fő), mellette öt község lakossága haladja meg az 1000 főt (Bázakerettye, Hahót, Söjtör, Szepetnek, Zalaszentmihály). További tizenkét település lakossága 500–1000 fő közötti (Alsónemesapáti, Borsfa, Búcsúszentlászló, Csatár, Eszteregnye, Magyarszerdahely, Nemesapáti, Pölöske, Pusztaszentlászló, Rigyác, Sormás, Zalaszentbalázs), ennél is nagyobb a 200–500 lelkes aprófalvak (Bocska, Homokkomárom, Kacorlak, Kisbucsa, Kiscsehi, Lispeszentadorján, Magyarszentmiklós, Nemeshetés, Nemessándorháza, Nemesszentandrás, Petrivente, Pölöskefő, Pötréte, Zajk) és az ezeknél is kisebb törpefalvak (Börzönce, Fűzvölgy, Hosszúvölgy, Kistolmács, Maróc, Szentmargitfalva, Valkonya, Vöckönd) száma.
A 2001. évi népszámlálási adatok alapján a lakosság 85,6%-a római katolikus, 1,8%-a evangélikus, 1,7%-a pedig református felekezetű. A népesség döntő része magyar nemzetiségű (98,0%), rajtuk kívül számottevő a cigány (1,5%; Zajk 19%, Kistolmács 14%) kisebbség részaránya.